# Caryl Chessman
Œuvres principales
- Cellule 2455 couloir de la mort (1954)
- À travers les barreaux (1955)
- Face à la justice (1957)
- Fils de la haine (1960)

Compléments
Délinquant de carrière, condamné à mort et exécuté pour kidnapping
Caryl Whittier Chessman (né le 27 mai 1921 à Saint-Joseph dans le Michigan et mort le 2 mai 1960 à la prison d'État de San Quentin en Californie) est un condamné à mort américain qui réussit à attirer l’attention de l’opinion publique sur son propre cas, et plus généralement sur la peine de mort aux États-Unis grâce à trois livres qu'il écrivit en prison en attente de son exécution dans la chambre à gaz (qu’il réussit à repousser à de nombreuses reprises, certains de ses sept sursis durant quatre jours).

## Biographie
Enfant unique et adoré de Hallie Lillian (née Cottle), mère pieuse, et de Whittier Serl Chessman, charpentier, il a au cours de son enfance de nombreuses maladies (encéphalite, diphtérie). En 1929, un accident de voiture laisse sa mère paralysée et défigure Caryl (il en gardera un nez cassé qui sera un élément caractéristique identifié par deux de ses victimes violées) alors que la Grande Dépression ruine son père qui tente de se suicider par deux fois. Adolescent, il tombe dans la délinquance (vol de voiture, cambriolage, hold-up dans des maisons closes, etc.), ce qui lui vaut de passer dans des camps pour délinquants et des maisons de redressement.

### The Red Light Bandit
Caryl Chessman est arrêté le 23 janvier 1948 après une course poursuite en voiture avec la police qui le pourchassait, lui et son complice David Knowles dans leur Ford T, après un vol dans une boutique de vêtements. Les policiers s'aperçoivent qu'il correspond trait pour trait au signalement du « Bandit à la lumière rouge ». Ce dernier est surnommé ainsi parce qu'il approchait ses victimes dans des endroits isolés, en faisant clignoter la lumière rouge de sa Ford, gyrophare ressemblant à celui utilisé par la police. Après avoir menacé ses victimes  d'un revolver calibre 45, il les volait et entraînait les jeunes femmes dans sa voiture pour les violer. Chessman signe des aveux qu'il réfute par la suite, accusant les policiers de les lui avoir extorqués par violence. Il est accusé de plusieurs affaires de vol, de viol et d'enlèvement.
Or, l'année suivant l'affaire du bébé Lindbergh en 1932, les États-Unis, ainsi que plusieurs États fédérés, s'étaient dotés d'une législation pénale selon laquelle l'enlèvement avec demande de rançon ou ayant causé de graves lésions corporelles chez la victime était un crime passible de la peine de mort. En Californie, l'enlèvement ayant causé de graves lésions corporelles était passible de la perpétuité réelle ou de la chambre à gaz. De plus, la cour jugera que le crime de kidnapping est constitué dès lors que la victime a été transportée contre son gré quelle que soit la distance – courte dans son cas.
Le jury n'accorde pas les circonstances atténuantes à Caryl Chessman qui, au moment de son arrestation, était en liberté conditionnelle après avoir purgé une peine à la Prison d'État de Folsom. Chessman, qui se défend lui-même avec arrogance, est alors condamné à mort.
S'ensuivent alors douze années de marathon judiciaire durant lesquelles Chessman déposa des recours en habeas corpus et autres recours en cassation tant devant les juridictions californiennes que fédérales, arguant que les minutes du procès avaient été prises par un alcoolique à l'écriture illisible puis corrigées par un proche du procureur.
Lors de son exécution dans la chambre à gaz, il tourne la tête de gauche à droite, signe convenu avec une journaliste pour montrer que ce type d'exécution fait souffrir.
Cette affaire est le sujet central du roman Au-delà du mal. William Linhart, un détective privé, a tenté de prouver que Terranova, le complice de Chessman lors de cambriolages, était le vrai auteur des viols.

## Publications
- Cell 2455 Death Row (1954) ; Cellule 2455 couloir de la mort
- Trial by Ordeal (1955) ; À travers les barreaux
- The Face of Justice (1957) ; Face à la justice
- The Kid Was A Killer (1960) ; Fils de la haine, roman

## Anecdotes
- Marie Bonaparte fit partie de ceux voulant éviter l'exécution à Caryl Chessman.
- Son nom est cité dans la chanson So Far Away From L.A. de Nicolas Peyrac.